# 하상원
하상원(1973년 1월 10일 ~ )은 대한민국의 시나리오 작가이자 배우이다.

## 가족 관계
- 아버지 하명중, 동생 하준원, 처 김준희

## 연기 활동

### 영화
- 2004년 하류인생 : 산부인과 의사 역
- 2007년 어머니는 죽지 않는다 : 청년 최호